# Fort Lauderdale
Fort Lauderdale, Spitzname Venice of America („das Venedig Amerikas“), ist eine Stadt und der County Seat des Broward County im US-Bundesstaat Florida. Das U.S. Census Bureau hat bei der Volkszählung 2020 eine Einwohnerzahl von 182.760 ermittelt. Das Stadtgebiet hat eine Größe von 93,3 km². Nach Miami und Hialeah ist Fort Lauderdale die drittgrößte Stadt der Metropolregion Miami.

## Geographie
Fort Lauderdale liegt etwa 30 km nördlich von Miami. Folgende Kommunen grenzen im Uhrzeigersinn an das Stadtgebiet: Hollywood, Dania Beach, Davie, Plantation, Lauderhill, Lauderdale Lakes, Oakland Park, Wilton Manors, Tamarac, North Lauderdale, Pompano Beach, Lauderdale-by-the-Sea und Sea Ranch Lakes.

### Klima
Fort Lauderdale befindet sich in den Subtropen. Jedoch herrscht direkt an der Ostküste Südfloridas begünstigt durch den Golfstrom ein Klima tropisch-feuchten Charakters und wird daher in der Effektiven Klimaklassifikation nach Köppen als Af klassifiziert. Die niedrigste durchschnittliche Monatstemperatur liegt bei 18,9 °C und im trockensten Monat fallen durchschnittlich 60,71 mm Niederschlag.
|                        | Jan  | Feb  | Mär  | Apr  | Mai  | Jun  | Jul  | Aug  | Sep  | Okt  | Nov  | Dez  |   |      |
| Mittl. Temperatur (°C) | 21,3 | 24,1 | 24,5 | 26,8 | 27,2 | 28,9 | 28,9 | 28,9 | 28,8 | 28,1 | 24,7 | 22,5 | ⌀ | 26,2 |
| Mittl. Tagesmax. (°C)  | 25,3 | 27,3 | 27,9 | 30,6 | 30,2 | 32,3 | 32,7 | 32,4 | 31,8 | 30,8 | 27,9 | 26,1 | ⌀ | 29,6 |
| Mittl. Tagesmin. (°C)  | 17,0 | 21,4 | 21,2 | 22,9 | 24,3 | 25,9 | 25,8 | 25,8 | 25,7 | 25,4 | 20,8 | 18,7 | ⌀ | 22,9 |
|                        |      |      |      |      |      |      |      |      |      |      |      |      |   |      |
| Niederschlag (mm)      | 107  | 88   | 64   | 87   | 408  | 284  | 116  | 304  | 141  | 84   | 151  | 247  | Σ | 2081 |
|                        |      |      |      |      |      |      |      |      |      |      |      |      |   |      |
| Regentage (d)          | 7    | 7    | 4    | 8    | 18   | 12   | 13   | 21   | 9    | 9    | 9    | 10   | Σ | 127  |

| 17,0 |

| 21,4 |

| 21,2 |

| 22,9 |

| 24,3 |

| 25,9 |

| 25,8 |

| 25,8 |

| 25,7 |

| 25,4 |

| 20,8 |

| 18,7 |

| 17,0 |

| 21,4 |

| 21,2 |

| 22,9 |

| 24,3 |

| 25,9 |

| 25,8 |

| 25,8 |

| 25,7 |

| 25,4 |

| 20,8 |

| 18,7 |

Die Atlantische Hurrikansaison dauert offiziell vom 1. Juni bis 30. November des Jahres. Die beiden letzten direkten Treffer eines Hurrikans waren Katrina und Wilma im Jahr 2005. Frühere Sturmereignisse waren unter anderem Hurrikan Cleo 1964 und Hurrikan King 1950.

## Geschichte
Seit mehr als einem Jahrtausend war die Gegend des später gegründeten Fort Lauderdale Heimat des indigenen Stammes der Tequesta, bevor spanische Konquistadoren im Verlauf des 16. Jahrhunderts dort  eindrangen. Die von den Eroberern eingeschleppten Krankheiten, dazu die kriegerischen Konflikte der Eingeborenen mit dem benachbarten Stamm der Calusa, führten zu einem massiven Bevölkerungsschwund bei den Ureinwohnern. Die wenigen Überlebenden wurden 1763 nach Kuba verschifft, als die Spanier nach dem Siebenjährigen Krieg gemäß dem Pariser Frieden Florida an die Briten abtraten. Aufgrund der oft wechselnden Besitzverhältnisse zwischen Spanien, dem Vereinigten Königreich, den Vereinigten Staaten und den Konföderierten Staaten von Amerika entwickelte sich die Gegend bis ins 20. Jahrhundert hinein kaum.
Die Gegend um Fort Lauderdale wurde vor dem 20. Jahrhundert auch als New River Settlement bekannt. In den 1830er Jahren entstanden entlang des New River etwa 70 Siedlungen. In dieser Zeit ließ sich hier auch der Pionier William Cooley nieder. Am 6. Januar 1836 wurde er jedoch von Seminolen angegriffen, dabei wurden seine Ehefrau und deren Kinder getötet. Obwohl die anderen weißen Einwanderer nicht angegriffen wurden, gaben alle ihre Siedlungen auf und flohen zuerst nach Key Biscayne und darauf nach Key West.
Eine erste Fort Lauderdale genannte Einfriedung wurde 1838 errichtet, die sich zu einem Schauplatz des Zweiten Seminolenkriegs entwickelte. Nachdem die Festung 1842 aufgegeben wurde, verblieb die Gegend bis in die 1890er Jahre hinein weitgehend unbevölkert. Erst als 1893 Frank Stranahan mit einem Fährbetrieb über den New River begann und 1896 die Eisenbahn der Florida East Coast Railway aus Norden hierher verlängert wurde, begann die eigentliche Entwicklung. Die Stadt wurde 1911 gegründet und 1915 zum County Seat des neu gegründeten Broward County erhoben.
Die größte Entwicklung vollzog sich durch den Florida-Landboom in den 1920er Jahren. Der Miami-Hurrikan von 1926 sowie die Große Depression im Jahr 1930 führte zu einem großen wirtschaftlichen Einbruch. Im Zweiten Weltkrieg wurde Fort Lauderdale zu einer kriegswichtigen Armeebasis.
Nach dem Krieg verzeichnete Fort Lauderdale einen erneuten sprunghaften Anstieg der Bevölkerungszahlen. Mit 83.648 Einwohnern war gemäß der Volkszählung 1960 die Einwohnerzahl um etwa 130 % im Vergleich zu 1950 angestiegen. Diese Entwicklung hielt weitere 20 Jahre an, bis sich Vororte wie Miramar, Coral Springs und Pembroke Pines zu entwickeln begannen und zwischen 1980 und 1990 ein leichter Bevölkerungsrückgang verzeichnet wurde. Bis ins Jahr 2000 stieg die Bevölkerungszahl wieder leicht. In den Jahren darauf kamen weitere gut 18.000 Einwohner durch Eingemeindungen früherer gemeindefreier Gebiete hinzu. Heute ist die Stadt eines der beliebtesten Touristenziele in den USA, insbesondere für Liebhaber des Yachtsports. Sie ist das Zentrum eines Verdichtungsraumes im Broward County mit etwa 1,78 Millionen Menschen innerhalb der Metropolregion Miami.

### Religionen
In Fort Lauderdale gibt es derzeit 184 verschiedene Kirchen aus 29 verschiedenen Konfessionen, darunter ist die Baptistengemeinde mit 32 Kirchen am stärksten vertreten. Es gibt 28 zu keiner Konfession gehörende Kirchen (Stand: 2004).

### Demographische Daten
| Volkszählung 2010         | Volkszählung 2010 | Volkszählung 2010 |            |
| ------------------------- | ----------------- | ----------------- | ---------- |
|                           | Fort Lauderdale   | Broward County    | Florida    |
| Bevölkerungszahl          | 165.521           | 1.748.066         | 18.801.310 |
| Veränderung 2000 bis 2010 | +8,6 %            | +7,7 %            | +17,6 %    |
| Bevölkerungsdichte        | 4.761,1 mi²       | 1.444,9 mi²       | 350,6 mi²  |
| Weiße                     | 62,6 %            | 63,1 %            | 75,0 %     |
| Afroamerikaner            | 31,0 %            | 26,7 %            | 16,0 %     |
| Hispanics oder Latinos    | 13,7 %            | 25,1 %            | 22,5 %     |
| Asiatische Amerikaner     | 1,5 %             | 3,2 %             | 2,4 %      |
| Ureinwohner               | 0,3 %             | 0,3 %             | 0,4 %      |
| Multiethnische Amerikaner | 2,1 %             | 2,9 %             | 2,5 %      |
| Andere Ethnien            | 2,4 %             | 3,7 %             | 3,6 %      |

Laut der Volkszählung 2010 verteilten sich die damaligen 165.521 Einwohner auf 93.159 Haushalte. Die Bevölkerungsdichte lag bei 2013,6 Einw./km². 62,6 % der Bevölkerung bezeichneten sich als Weiße, 31,0 % als Afroamerikaner, 0,3 % als Indianer und 1,5 % als Asian Americans. 2,6 % gaben die Angehörigkeit zu einer anderen Ethnie und 2,1 % zu mehreren Ethnien an. 13,7 % der Bevölkerung bestand aus Hispanics oder Latinos.
Im Jahr 2010 lebten in 21,1 % aller Haushalte Kinder unter 18 Jahren sowie 26,3 % aller Haushalte Personen mit mindestens 65 Jahren. 47,6 % der Haushalte waren Familienhaushalte (bestehend aus verheirateten Paaren mit oder ohne Nachkommen bzw. einem Elternteil mit Nachkomme). Die durchschnittliche Größe eines Haushalts lag bei 2,17 Personen und die durchschnittliche Familiengröße bei 3,00 Personen.
19,7 % der Bevölkerung waren jünger als 20 Jahre, 21,0 % waren 20 bis 39 Jahre alt, 31,5 % waren 40 bis 59 Jahre alt und 21,8 % waren mindestens 60 Jahre alt. Das mittlere Alter betrug 42 Jahre. 52,8 % der Bevölkerung waren männlich und 47,2 % weiblich.
Das durchschnittliche Jahreseinkommen lag bei 50.648 $, dabei lebten 18,8 % der Bevölkerung unter der Armutsgrenze.
Im Jahr 2000 war Englisch die Muttersprache von 75,63 % der Bevölkerung, spanisch sprachen 9,42 % und 14,95 % hatten eine andere Muttersprache.

## Politik

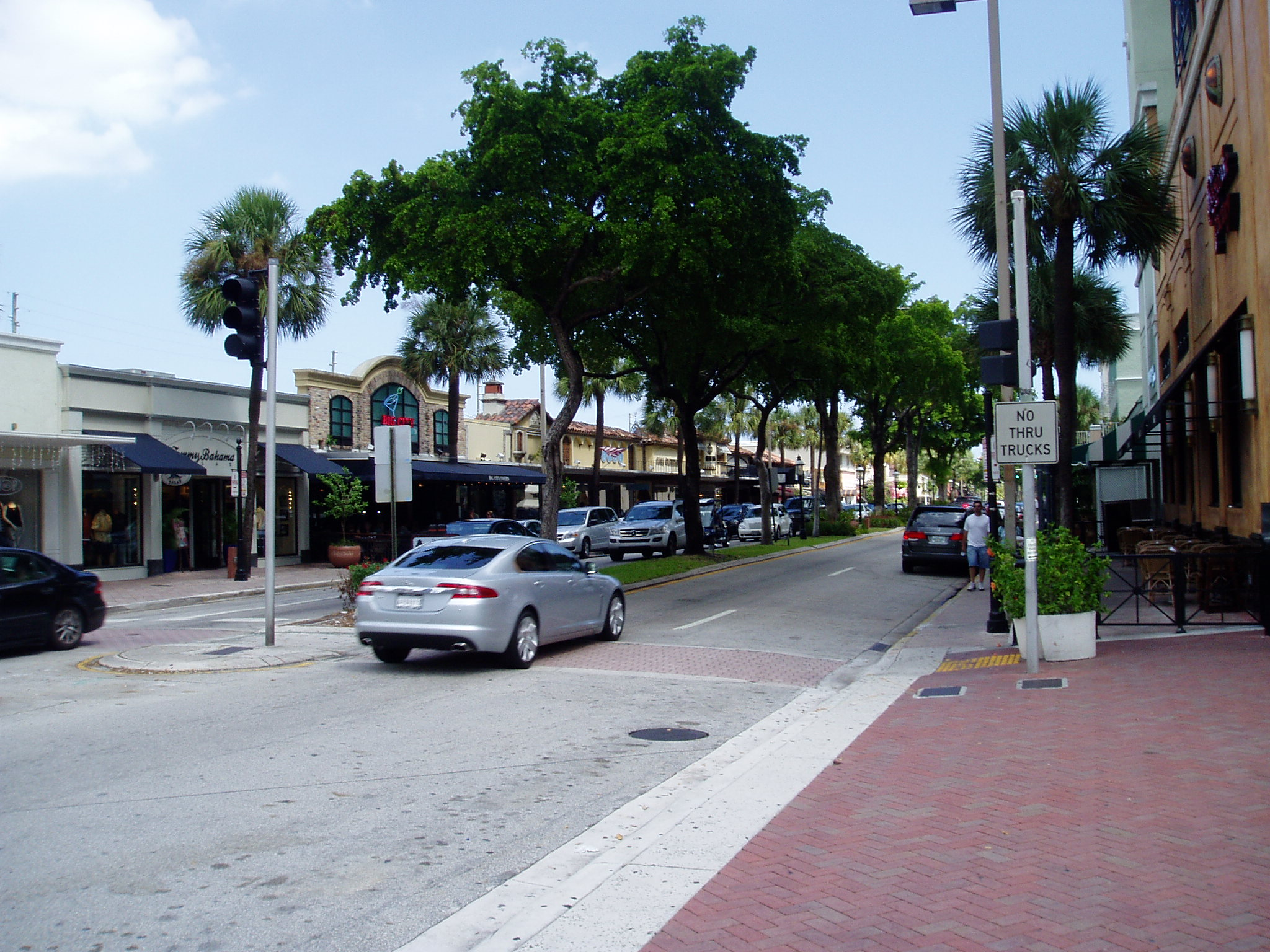
Las Olas Boulevard

### Bürgermeister und Verwaltung
Die Stadt besitzt ein sogenanntes Council Manager Government. Dabei wird die Stadt von dem Bürgermeister und vier Mitgliedern des Stadtrats regiert. Seit 1998 beträgt die Amtszeit des Bürgermeisters drei Jahre, dieser darf dabei maximal neun Jahre am Stück das Amt innehaben. Der aktuelle Bürgermeister ist Dean J. Trantalis, der 2018 das Amt von John P. „Jack“ Seiler (2009–2018) übernommen hat. Die Verwaltungsgeschäfte übernimmt ein Oberstadtdirektor, der von Stadtrat und Bürgermeister benannt wird.

### Städtepartnerschaften
Fort Lauderdale unterhält Städtepartnerschaften mit
| - Agogo, Ghana - Belo Horizonte, Brasilien - Cap-Haïtien, Haiti - Duisburg, Deutschland - Gold Coast, Australien - Haifa, Israel - Isla Margarita, Venezuela - Kaohsiung, Republik China (Taiwan) - La Romana, Dominikanische Republik | - Mar del Plata, Argentinien - Mataró, Spanien - Medellín, Kolumbien - Muğla, Türkei - Panama-Stadt, Panama - Quepos, Costa Rica - Rimini, Italien - São Sebastião, Brasilien - Venedig, Italien - Montería, Kolumbien |

## Kultur
Fort Lauderdale bietet Museen, Strände und ein ausgedehntes Nachtleben. Außerdem den Fort Lauderdale Swap Shop, einen großen Flohmarkt und das weltgrößte Drive-In-Kino mit 14 Leinwänden. Das höchste Gebäude der Stadt ist das Las Olas River House, ein 42-stöckiger Wolkenkratzer mit 137 Metern Höhe. Der Taylor Birch State Park (0,73 km2) am Strand bietet Naturpfade, Camping- und Picknick-Plätze, Kanufahren und das Terramar Visitor Center mit Informationen über das Ökosystem des Parks.
Bis ins Jahr 1985 war Fort Lauderdale mit bis zu 350.000 Studenten eines der beliebtesten Ziele während des Spring Break. Restriktionen seitens der Stadt aufgrund von zunehmenden Alkohol- und Drogenexzessen sorgten jedoch für einen starken Rückgang der Besucherzahlen in der Folgezeit.
Fort Lauderdale ist wie die benachbarten Städte Wilton Manors und Oakland Park für seinen hohen Anteil an homosexueller Bevölkerung bekannt und ist daher auch ein beliebter Ferienort für Schwule und Lesben. Die Stonewall Library & Archives ist die größte Bibliothek zum Thema Homosexualität im Südosten der USA. Wilton Manors war zudem die zweite Stadt der USA (nach West Hollywood), die einen Stadtrat mit einer homosexuellen Mehrheit wählte.
Wie auch in vielen anderen Städten in Florida verändert sich die Bevölkerungsstruktur saisonal, da viele „Snowbirds“ (Schneevögel) aus dem Norden der USA in Florida überwintern.

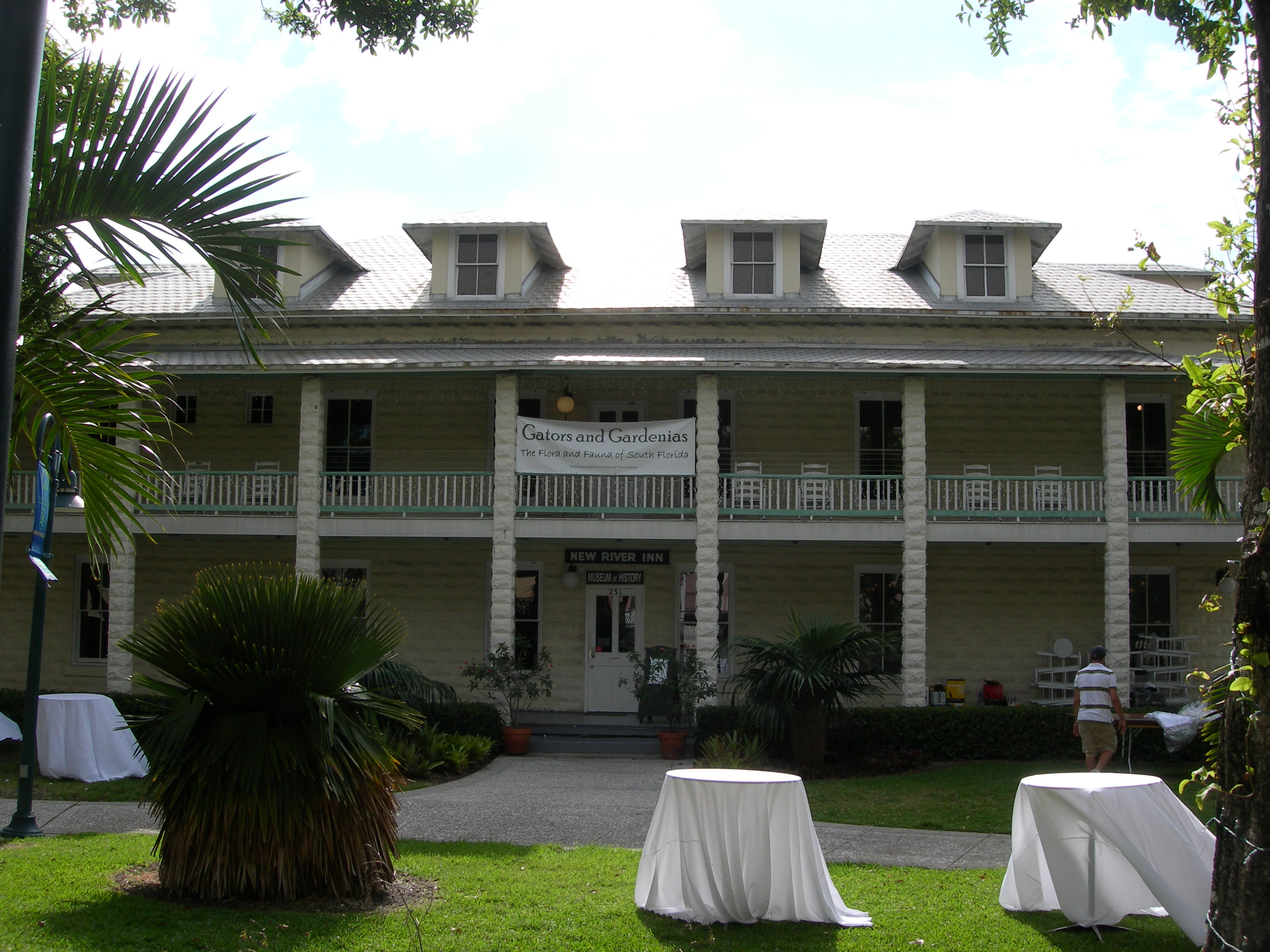
New River Inn

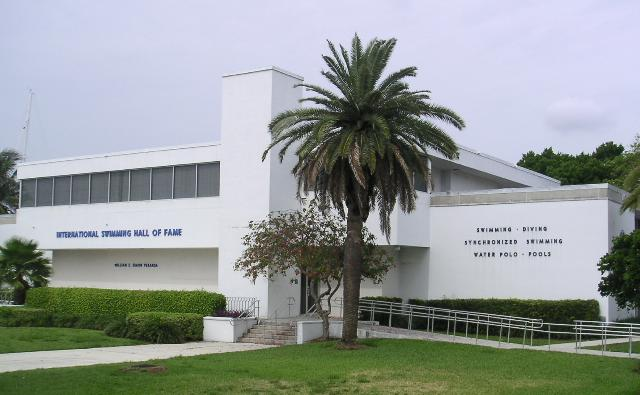
Int’l Swimming Hall of Fame

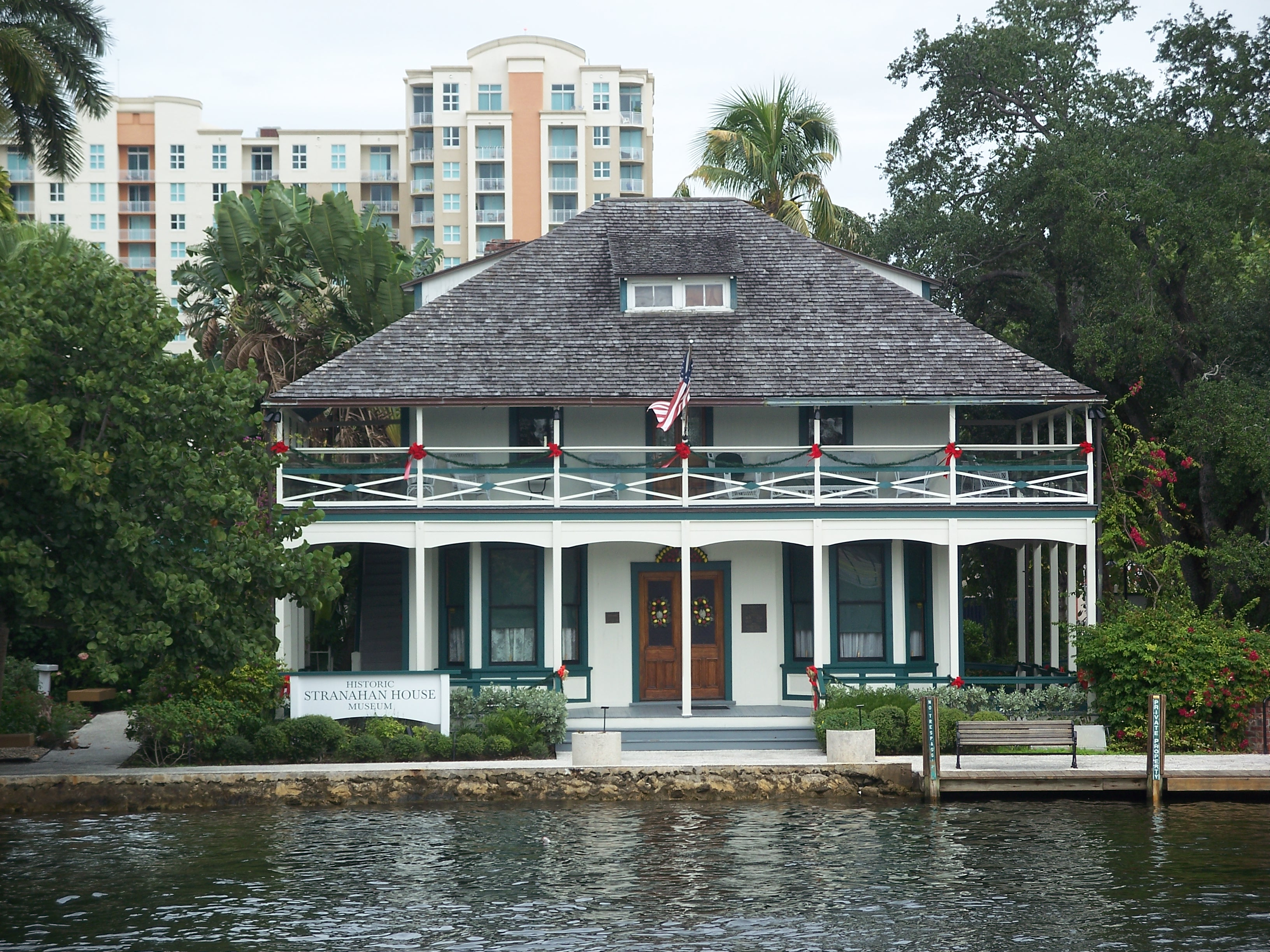
Stranahan House

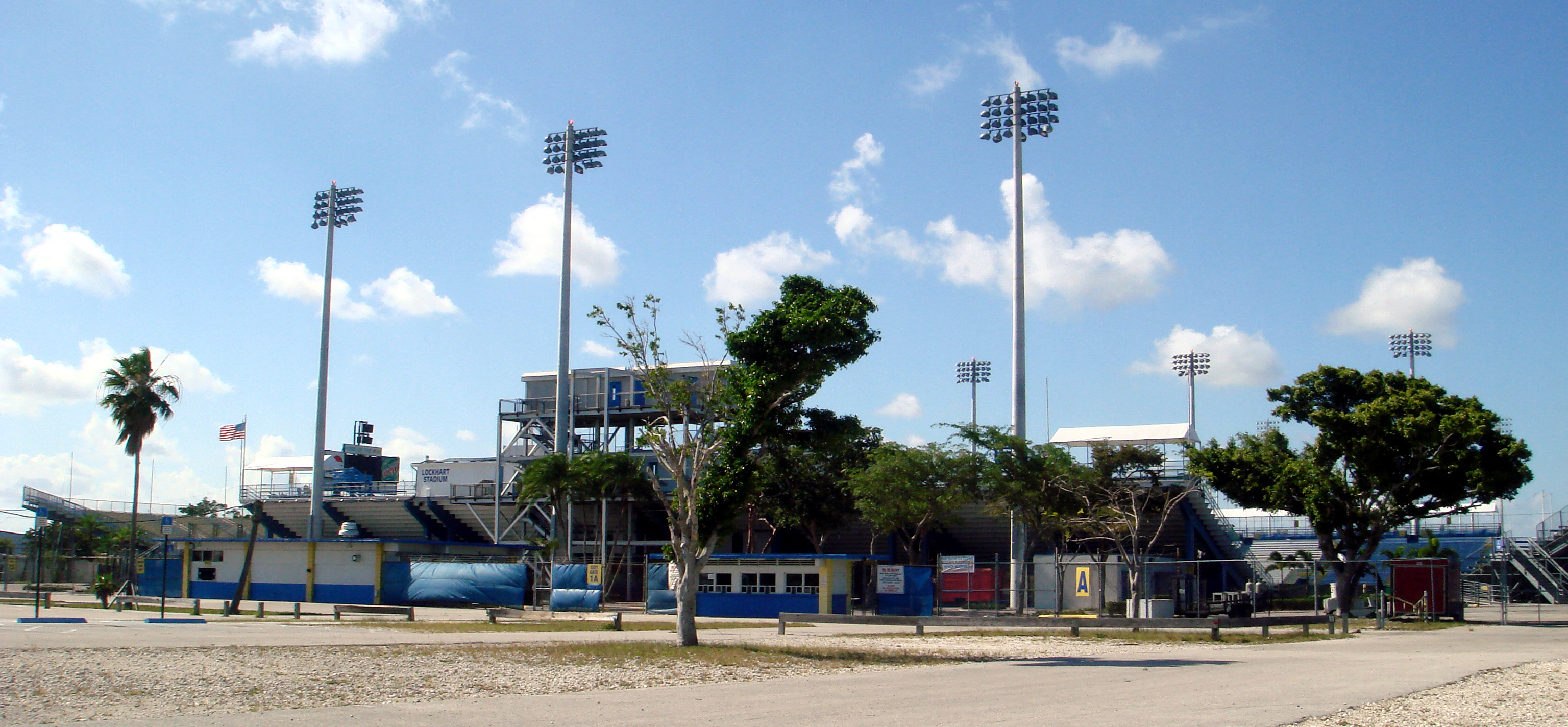
Lockhart Stadium (2008)

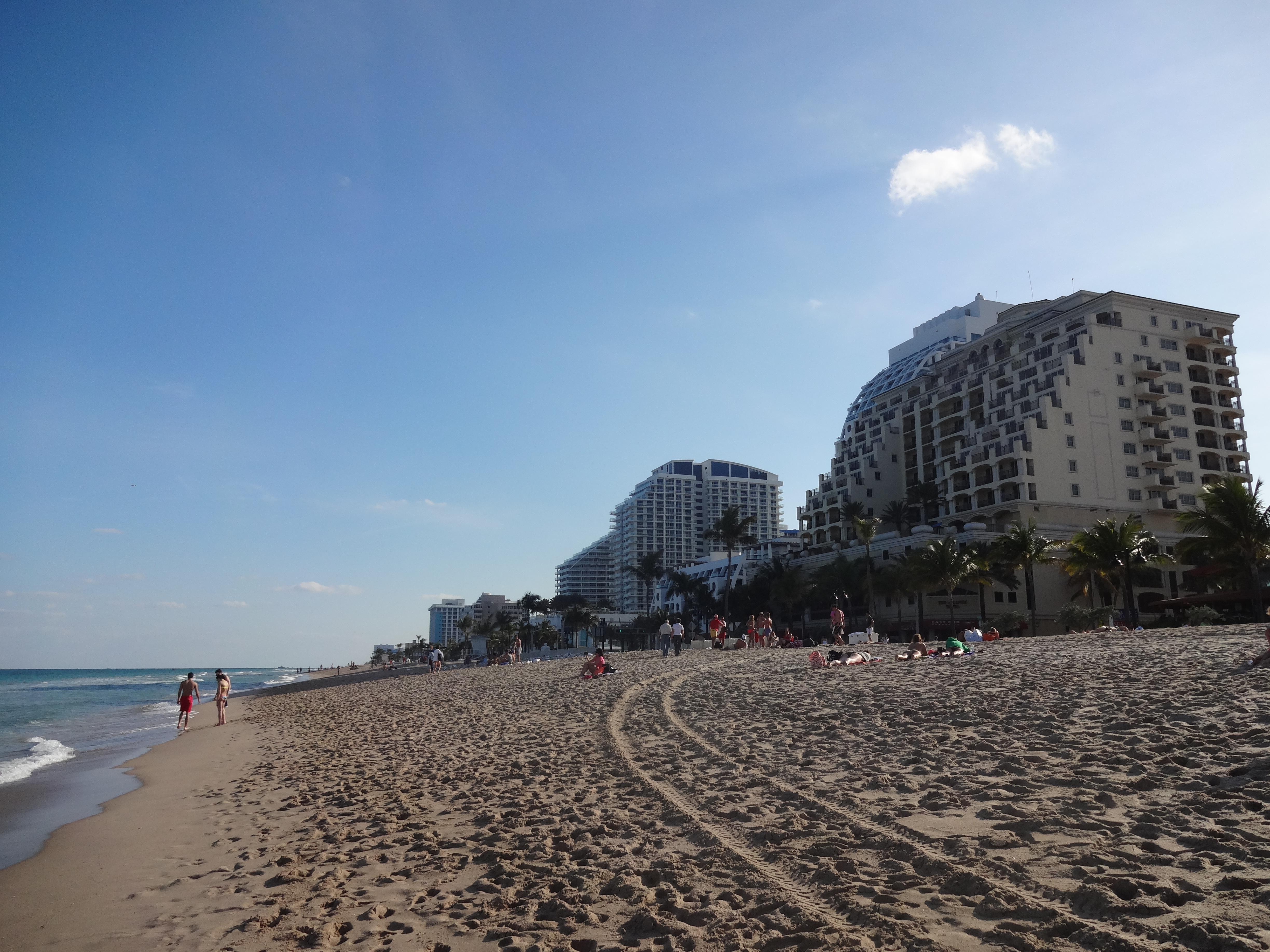
Fort Lauderdale Beach im März 2013

Folgende Objekte sind im National Register of Historic Places gelistet:
| - Bonnet House - Bryan Building - Croissant Park Administration Building - Sam Gilliam House - Dr. Willard Van Orsdel King House - Link Trainer Building - New River Inn | - Old Dillard High School - St. Anthony School - South Side School - Stranahan House - Alfred and Olive Thorpe Lustron House - Old West Side Grade School - Williams House |

### Museen
- African-American Research Library and Cultural Center
- Bienes Museum of the Modern Book
- Bonnet House
- Fort Lauderdale Antique Car Museum
- Fort Lauderdale History Center
- International Swimming Hall of Fame
- Mark K. Wheeler Gallery
- Museum of Art Fort Lauderdale
- Museum of Discovery and Science
- Old Dillard Museum
- Stranahan House
- Naval Air Station Fort Lauderdale Museum

## Sport
Das Lockhart Stadium war die Spielstätte des Fußballfranchises Fort Lauderdale Strikers, das bis zu seiner Auflösung 2016 in der zweitklassigen North American Soccer League spielte. Zuvor wurde das Stadion von den Fort Lauderdale Strikers (1977–1983) genutzt, die in der damals erstklassigen North American Soccer League spielten. Von 1998 bis 2001 wurde die Stätte auch von Miami Fusion aus der Major League Soccer angemietet. Die Florida Atlantic Owls trugen hier ihre Spiele von 2003 bis 2010 aus. 2019 wurde das Stadion abgerissen. An derselben Stelle wurde Anfang 2020 das Inter Miami Stadium eröffnet. Dort spielt seit der Saison 2020 übergangsweise das MLS-Franchise Inter Miami sowie dauerhaft dessen Farmteam Fort Lauderdale CF in der drittklassigen USL League One.
Der Fort Lauderdale Aquatic Complex ist Teil der International Swimming Hall of Fame. Es beherbergt ein 23 mal 50 Meter langes Schwimmbecken sowie ein 23 Meter tiefes Tauchbecken. Die Anlage ist für die Bevölkerung frei zugänglich. Viele nationale und internationale Wettbewerbe im Schwimmsport wurden hier seit der Eröffnung im Jahr 1965 ausgetragen. Dabei waren insgesamt 10 Weltrekorde, unter anderem 1966 von Catherine Ball und 2002 von Michael Phelps, zu verzeichnen.

## Wirtschaft und Infrastruktur

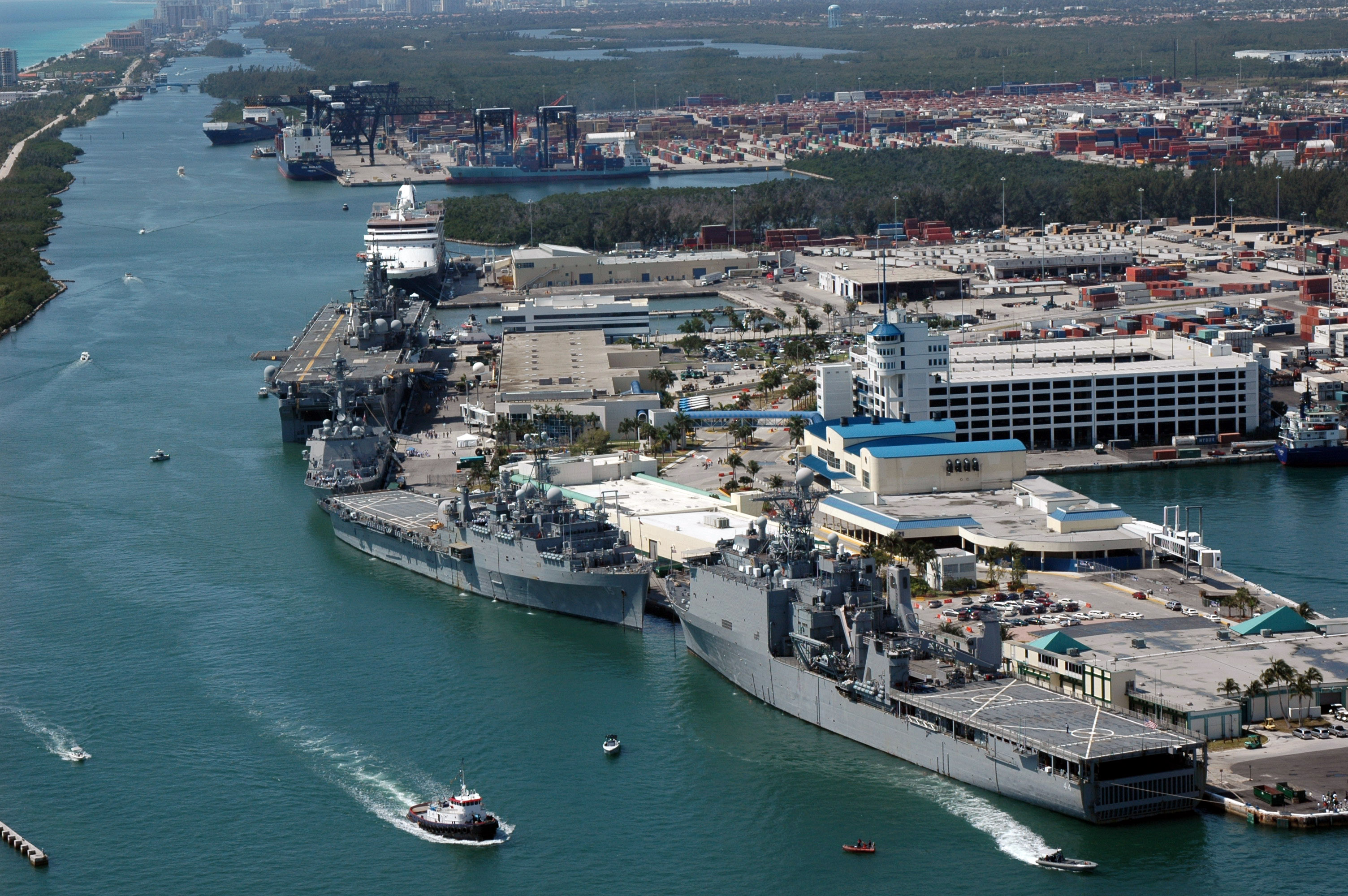
Port Everglades

Der Seehafen Port Everglades hat neben den klassischen Verlademöglichkeiten für Stückgut und Massengut (Öl, Treibstoffe, Chemikalien, Baumaterialien) auch ein leistungsfähiges Containerterminal. Von großer Bedeutung ist inzwischen die Versorgung von Kreuzfahrtschiffen: an zwei Cruise-Terminals und an weiteren Kais können bis zu zehn große  Kreuzfahrtschiffe gleichzeitig anlegen und abgefertigt werden. Die Schiffe kehren aufgrund der beliebten kürzeren Kreuzfahrten häufig zurück, so dass hier ein ständiges Ein- und Auslaufen zu beobachten ist.
Fort Lauderdale ist ein wichtiger Standort für den Bau und die Wartung von Jachten. Dieser Industriezweig beschäftigt ca. 109.000 Menschen im Broward County. Aufgrund der Nähe zu den Bahamas sowie der Karibik und der vielen Kanäle ist Fort Lauderdale ein beliebter Platz für Zwischenstopps von Jachten, und ca. 42.000 Boote haben hier ihren Heimathafen. Die Stadt beherbergt ca. 100 Marinas und Bootswerften. Die Fort Lauderdale International Boat Show bringt jährlich ca. 125.000 Besucher in die Stadt.
Südöstlich der Innenstadt befindet sich ein Konferenzzentrum, das jährlich ca. 3.000.000 Besucher anzieht. Die Galleria in Fort Lauderdale ist ein großes Einkaufszentrum.

### Verkehr

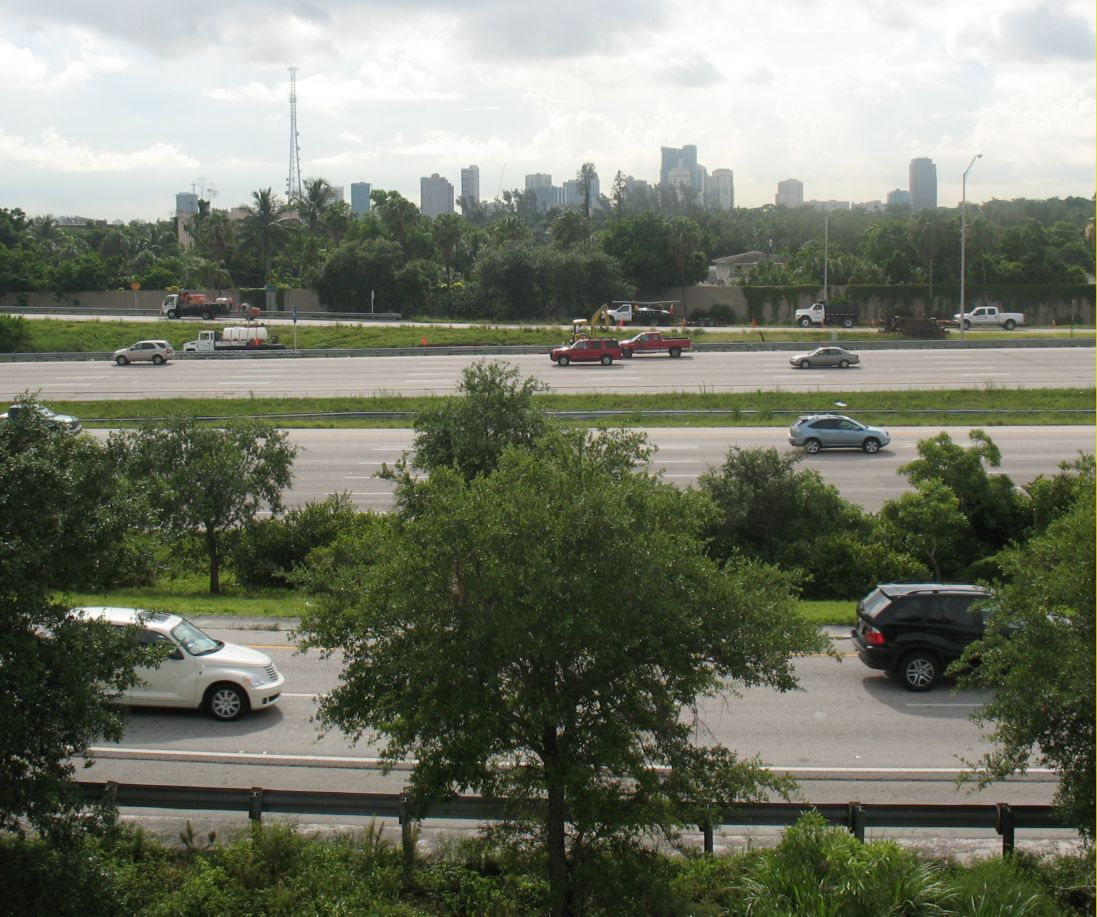
Interstate 95 mit der Skyline von Fort Lauderdale im Hintergrund

Fort Lauderdale ist verkehrstechnisch sehr gut erschlossen. Zum einen führt die Interstate 95 in Nord-Süd-Richtung durch das Stadtgebiet, außerdem tangiert die Interstate 595 die Stadtgrenze, die ein Zubringer für den im Süden der Stadt gelegenen Fort Lauderdale-Hollywood International Airport ist. Des Weiteren wird das Stadtgebiet von den U.S. Highways 1 und 441 sowie von den Florida State Roads A1A, 5, 7, 84, 736, 811, 816, 838, 842 und 845 durchquert bzw. tangiert. Der U.S. Highway 1 unterquert den New River im Henry E. Kinney Tunnel, der einer von drei Gewässer unterquerende Tunnels in Florida ist.
Der Bahnhof Fort Lauderdale ist ein Halt von Fernzügen der Amtrak von Miami in Richtung New York City. Zudem halten hier, wie auch am südlich im Stadtgebiet von Dania Beach gelegenen Haltepunkt Fort Lauderdale/Hollywood International Airport Station, die Pendlerzüge der Tri-Rail von Miami in Richtung Mangonia Park.
Im Januar 2018 wurde durch die Bahngesellschaft All Aboard Florida eine Brightline genannte, neue Zugverbindung über die Gleise der Florida East Coast Railway von Miami über Fort Lauderdale nach West Palm Beach eingeführt. Eine Verlängerung dieses Services bis zum Flughafen Orlando ging am 25. September 2023 in Betrieb.
Der Busverkehr in der Stadt wird von der Broward County Transit gewährleistet. Werktags verbindet zusätzlich die Schnellbuslinie 95 der Miami-Dade Transit das Zentrum der Stadt über die Interstate 95 mit Downtown Miami.

### Medien
In Fort Lauderdale erscheinen die englischsprachigen Tageszeitungen Sun-Sentinel und The Miami Herald sowie die spanischsprachigen Zeitungen El Sentinel und El Nuevo Herald. Des Weiteren sind 7 Radiostationen in der Stadt gemeldet.

### Bildung
Gemäß der Volkszählung 2000 hatten 79,0 % der Bevölkerung mit mindestens 25 Jahren einen Abschluss auf der Highschool, was unter dem nationalen Schnitt von 80,4 % lag. 27,9 % der Menschen erlangten die Hochschulreife – der US-Schnitt lag hier bei 24,4 %. Der Schulbezirk Fort Lauderdale betreibt in der Stadt 23 öffentliche Schulen.
Zu den Schulen der Stadt zählt unter anderem die St. Thomas Aquinas High School, die in den USA überregional für die Erfolge ihrer Schüler im sportlichen Bereich bekannt ist.
Folgende sieben Universitäten oder Hochschulen haben in der Stadt (unter anderem) ihre Campi:
- Broward College
- City College
- Florida Atlantic University
- Florida International University
- Nova Southeastern University
- The Art Institute of Fort Lauderdale

Zudem hat die James Randi Educational Foundation in Fort Lauderdale ihren Sitz.

## Kriminalität
Die Kriminalitätsrate lag im Jahr 2010 mit 419 Punkten (US-Durchschnitt: 266 Punkte) 57 Prozent über dem Durchschnitt. Es gab sieben Morde, 73 Vergewaltigungen, 627 Raubüberfälle, 649 Körperverletzungen, 2841 Einbrüche, 6437 Diebstähle, 636 Autodiebstähle und 44 Brandstiftungen.

## Persönlichkeiten

### Söhne und Töchter der Stadt
| - Sol Furth, eigentlich Solomon Furth (1907–1990), Leichtathlet - Archie Shepp (* 1937), Jazzmusiker und Komponist - David Edgar (* 1950), Schwimmer und Olympiasieger - Chris Evert (* 1954), Tennisspielerin - Paige O’Hara (* 1956), Sängerin, Schauspielerin und Synchronsprecherin - Stevie B (* 1958), Sänger, Songwriter und Plattenproduzent - Andy Coan (1958–2017), Schwimmer - Mark Sanford (* 1960), Politiker - Mario Diaz-Balart (* 1961), Politiker - Teri Weigel (* 1962), Schauspielerin, Fotomodell und Pornodarstellerin - Mary Zophres (* 1964), Kostümbildnerin - Mitch Richmond (* 1965), Basketballspieler - Bennie Blades (* 1966), American-Football-Spieler - Michael Irvin (* 1966), American-Football-Spieler - Steve Conrad (* 1968), Regisseur und Filmproduzent - George LeMieux (* 1969), Jurist und Politiker - Chris Conrad (* 1970), Schauspieler - Eric Sardinas (* 1970), Bluesrock-Gitarrist - Kaitlyn Ashley (* 1971), Pornodarstellerin - Jill Savery (* 1972), Synchronschwimmerin - Tiffany Fallon (* 1974), Fotomodell - Amy Dumas (* 1975), Wrestlerin und Sängerin - Christie Pearce (* 1975), Fußballspielerin - Steve Hutchinson (* 1977), American-Football-Spieler - Justin Bartha (* 1978), Schauspieler - Nicholas Lucena (* 1979), Beachvolleyballspieler - Bear McCreary (* 1979), Komponist und Musiker - Keyon Dooling (* 1980), Basketballspieler - Cory Gibbs (* 1980), Fußballspieler | - Julius Jenkins (* 1981), Basketballspieler - Eric Keim (* 1981), Straßenradrennfahrer - Asante Samuel (* 1981), American-Football-Spieler - Robby Ginepri (* 1982), Tennisspieler - Sandora Irvin (* 1982), Basketballspielerin - Tory Lane (* 1982), Stripperin und Pornodarstellerin - Natalie Mars (* 1984), Pornodarstellerin - Cory Asbury (* 1985), christlicher Popsänger, Songwriter und Lobpreisleiter - Andrew McFarlane (* 1986), Schauspieler - Alex Clayton (* 1987), Tennisspieler - Nadine Sierra (* 1988), Soprano - Leonard Hankerson (* 1989), American-Football-Spieler - Jayson Megna (* 1990), Eishockeyspieler - Brandon Knight (* 1991), Basketballspieler - Melanie Amaro (* 1992), Sängerin - James White (* 1992), American-Football-Spieler - Phillip Dorsett (* 1993), American-Football-Spieler - Bryan Olivera (* 1994), uruguayischer Fußballspieler - Calvin Ridley (* 1994), American-Football-Spieler - Joey Bosa (* 1995), American-Football-Spieler - Nick Bosa (* 1997), American-Football-Spieler - Brook Bauer (* 1998), Beachvolleyballspielerin - James Houston IV (* 1998), American-Football-Spieler - Bailee Madison (* 1999), Schauspielerin - Asante Samuel Jr. (* 1999), American-Football-Spieler - Zay Flowers (* 2000), American-Football-Spieler - Kaylee Oscarson (* 2000), Volleyballspielerin - Milan Pierre-Jérôme (* 2002), haitianische Fußballspielerin - Taylor Hendricks (* 2003), Basketballspieler - Jake Morris (* 2003), Fußballspieler - Dallas Turner (* 2003), American-Football-Spieler |

### Bekannte Einwohner
- Beulah Gundling (1916–2003), Synchronschwimmerin, Aquatic Artist und Choreografin
- Woody Woodbury (* 1924), Komiker, Schauspieler, Fernsehpersönlichkeit und Talkshow-Host
- Germaine Damar (* 1929), luxemburgische Filmschauspielerin und Akrobatikkünstlerin
- Tony Sirico (1942–2022), US-amerikanischer Schauspieler
- Fred DeLuca (1947–2015), Unternehmer und Gründer der Schnellrestaurantkette Subway
- Jaco Pastorius (1951–1987), einflussreicher E-Bassist
- Marilyn Manson (* 1969), Musiker, Künstler und Sänger
- Dwayne Johnson (* 1972), US-amerikanischer Wrestler und Schauspieler
- Cory Chase (* 1981), US-amerikanische Pornodarstellerin